# 透明な夜空
「透明な夜空」（とうめいなよぞら）は、相坂優歌の1枚目のシングル。2016年1月27日にFlyingDogから発売された。

## 解説
デビュー作となった本作はアニメ『アクティヴレイド -機動強襲室第八係-』エンディングテーマ。相坂は表題曲について「明るい曲調と切ない歌詞がマッチした楽曲で、レコーディングの時には いつもあなた（聴いて下さる皆様）のことを思ってるよ、という気持ちを込めて歌いました」とコメントした。
カップリングは自身の作詞によるもので、相坂は「かっこいい曲調に合わせて歌詞もシリアスな部分の多い、まさにImpulse＝衝動を大事にした曲になっていると思います。何かこう走り出したくなるような曲をいただいたので、それに沿って、曲にハマるような歌詞を書かせていただきました。かっこよさを意識して書いた歌詞ですが、この歌詞の主人公はちょっと燻っているような感じになりました」とコメントした。 

## 収録曲
CD
全作曲・編曲：鴇沢直
1. 透明な夜空
作詞：山本メーコ
2. Impulse
作詞：相坂優歌
3. 透明な夜空 (Instrumental)
4. Impulse (Instrumental)

DVD
1. 透明な夜空 (Music Video)